# 文普爾敦 (伊利諾伊州)
文普爾敦（英語：Wempletown）是位於美國伊利諾伊州溫納貝戈縣的一個非建制地區。該地的面積和人口皆未知。

## 地理
文普爾敦的座標為42°20′36″N 89°12′15″W / 42.34333°N 89.20417°W，而該地的平均海拔高度為264米（即866英尺）。